# 登山賽車
《登山賽車》是一款2012年發佈的二维计算机图形竞速游戏，由芬兰工作室Fingersoft发布，它适用于Android、 IOS 、 Microsoft Windows和Windows Phone 。玩家可以在丘陵上控制驾驶员，沿途收集硬币并将其用于车辆升级，同时還要注意驾驶员的头部以及车辆的燃料供应。
该游戏获得了普遍的好评。也有评论家認為遊戲畫面比較简陋甚至丑陋，也有玩家認為游戏玩法平淡无奇。2016年，該遊戲的续集《登山賽車2》（Hill Climb Racing 2）推出。

## 開發
登山賽車由 Toni Fingerroos 开发，他是一位自学成才的芬兰程序员，在該游戏发布时年仅29岁。在此之前，他在十岁就开始编写软件。他对赛车很感兴趣，他還将自己創辦的公司命名为Fingersoft。  
該遊戲於2012年9月22日登陸Android设备。 在游戏大获成功之後，游戏又移植到iOS上。  :243iOS版本于同年11月8日发布，  ，该游戏随后于2013 年 10月21日移植到 Microsoft Windows， 并于11月27日移植到 Windows Phone。

### 中文版
Fingersoft曾计划在中国發行本土化的登山賽車。2014年7月，Fingersoft与芬兰-中国游戏发行商MyGamez合作。登山赛车：中国版由MyGamez于2015年2月發佈。

## 外部鏈接
- 官方网站